# Río Connecticut
El río Connecticut (del inglés: 'Connecticut River') (pronunciación en inglés: /kəˈnɛtɪkət/) es un río de la vertiente Atlántica de los Estados Unidos, el río más grande de la región de Nueva Inglaterra. Fluye hacia el sur desde los lagos Connecticut, en el norte de Nuevo Hampshire, a lo largo de la frontera entre Nuevo Hampshire y Vermont, a través del oeste de Massachusetts y el centro de Connecticut, hasta el estuario de Long Island Sound, en Old Saybrook, Connecticut. Esto supone una longitud total de 640 kilómetros, y una cuenca hidrográfica de 29 138 km². Tiene un caudal medio de 521 m³/s, y la descarga media de agua dulce en el estuario de Long Island Sound es de 588 m³/s. El río es navegable hasta la ciudad de Windsor Locks (Connecticut), aproximadamente a 100 km de la desembocadura. El nacimiento del río Connecticut es el Cuarto Lago Connecticut en Nuevo Hampshire. Algunos de sus afluentes son los ríos Ashuelot, West, Miller's, Mill, Deerfield, White, y Chicopee. (El Swift River, un afluente del Chicopee, ha sido reemplazado en gran parte por el Embalse Quabbin que proporciona agua a Boston.)
El río lleva una gran cantidad de cieno, sobre todo durante el deshielo de la nieve en primavera en el lejano norte en Quebec. La gran concentración de légamo forma en su desembocadura una gran barrera de arena, cerca del Long Island Sound, que históricamente ha supuesto un gran obstáculo para la navegación. Esa dificultad de navegación es la principal razón de que sea uno de los pocos grandes ríos de la región que no tiene una ciudad importante cerca de su desembocadura. El estuario del río de Connecticut y su complejo de pantanos figuran como uno de los 1.616 pantanos de importancia internacional bajo la Convención Ramsar (tratado internacional de conservación de los humedales).
El 11 de septiembre de 1997 el presidente Bill Clinton designó este río como uno de los catorce que integran el sistema de ríos del patrimonio estadounidense.

## Historia

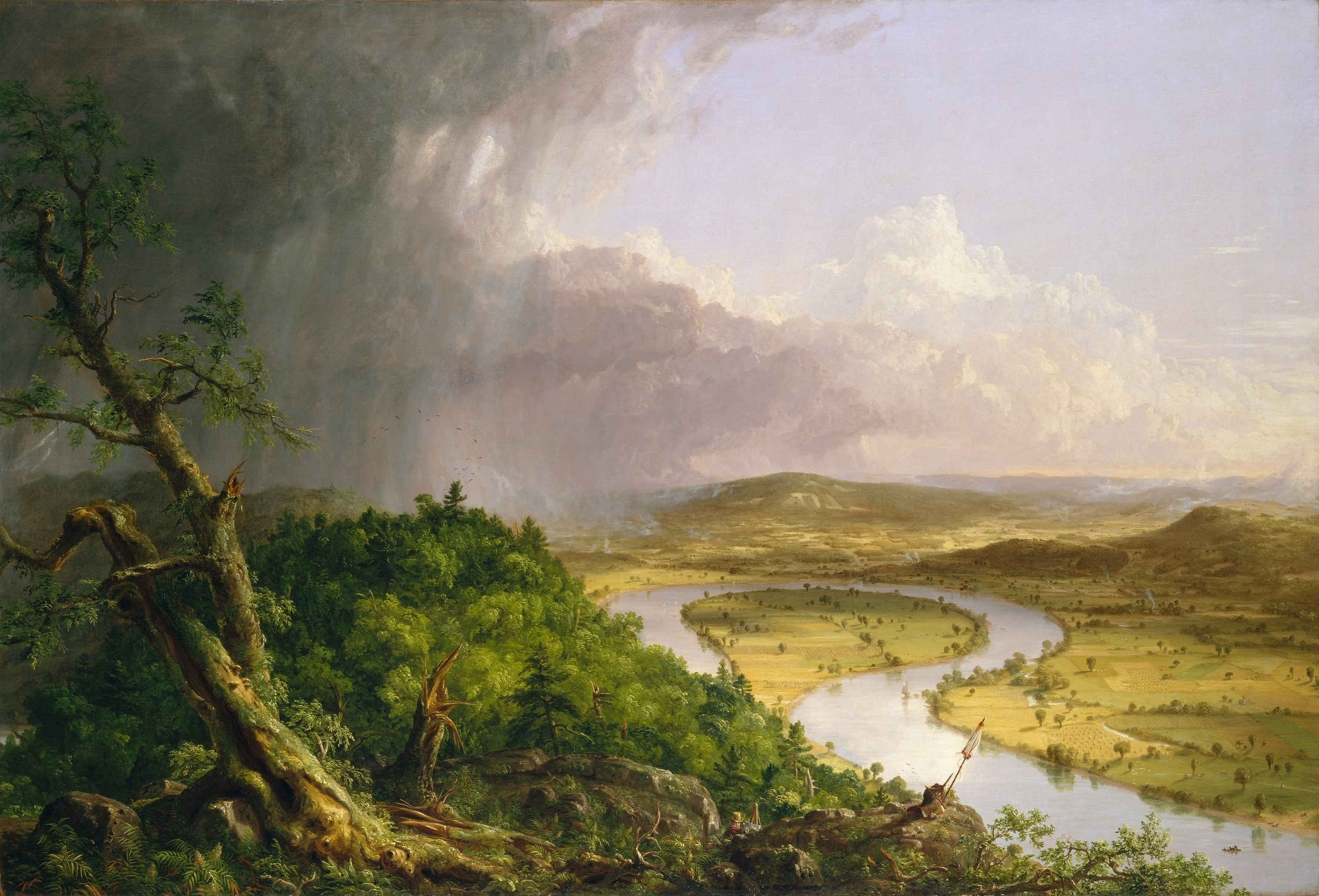
View from Mount Holyoke, Northampton, Massachusetts, after a Thunderstorm—The Oxbow, 1836, por Thomas Cole.

El nombre del río es la corrupción francesa de la palabra algonquina quinetucket, que significa «río de grandes mareas». El primer europeo en ver el río fue el explorador neerlandés Adriaen Block en 1614. Como resultado de esta exploración, los neerlandeses llamaron al río Connecticut «el río Fresco» y fue el límite noreste de la colonia de Nueva Holanda. En 1623, los neerlandeses construyeron un puesto comercial fortificado llamado Fort Huys de Goede Hoop en el lugar que posteriormente crecería hasta convertirse en el actual Hartford, Connecticut.
El primer colono inglés del que hay registro de su visita fue Edward Winslow de la Colonia de Plymouth en 1632. En 1633 los ingleses construyeron un puesto comercial en el lugar de Windsor, Connecticut. Cuando el número de colonos ingleses aumentó, la posición holandesa se hizo insostenible y en 1654 un tratado que se negoció entre Nueva Holanda y las colonias de Nueva Inglaterra, modificó la frontera entre ellos de manera significativa hacia el oeste, cerca de la actual Greenwich, Connecticut. Significativamente, el tratado permitió a los neerlandeses  mantener su puesto de comercio en Foot Huys de Hoop Goede, lo que hicieron hasta la toma de posesión inglesa de 1664 de Nueva Holanda. La Fortaleza Número 4, actualmente Charlestown (Nuevo Hampshire), fue el asentamiento inglés más al norte en el río hasta el final de la Guerra Franco-india en 1763.

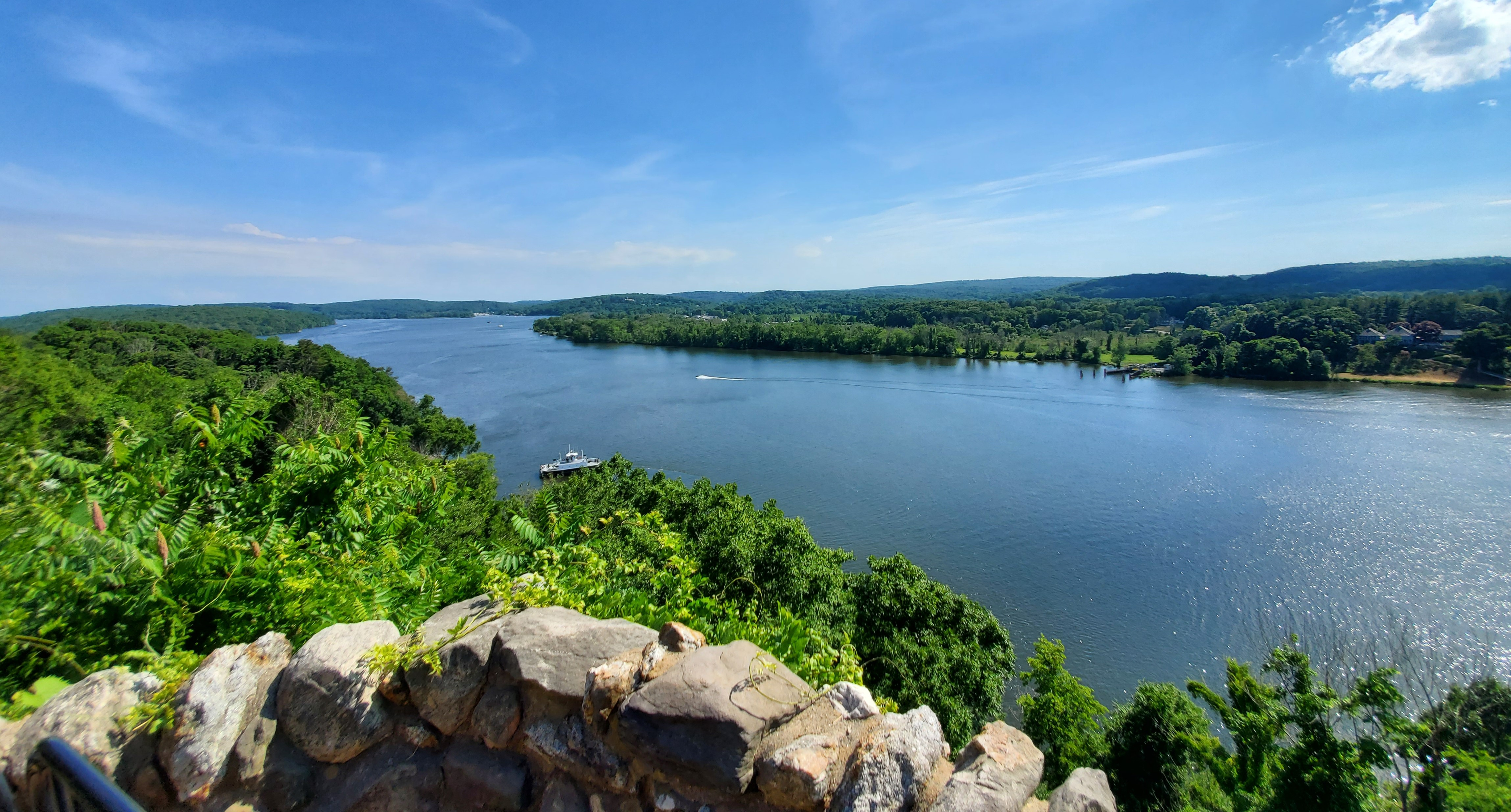
Río Connecticut visto desde el Castillo Gillette

En el Tratado de París (1783), que daba fin a la Guerra de la Independencia, la nueva frontera entre Nuevo Hampshire y lo que se convirtió en la Provincia de Canadá fue definida incluyendo la «cabecera del río mas al noroeste de Connecticut». Como hay varias corrientes que podrían encajar en aquella descripción, una disputa divisoria condujo a la efímera existencia de la República de Indian Stream, que se desarrolló entre 1832 y 1835.
Al principio el valle amplio, fértil atrajo colonias agrícolas, y el volumen y la pendiente del río contribuyeron al incremento de la industria en el valle. La mayor cascada, de 17,67 m, está en Holyoke (Massachusetts). Otros centros importantes incluyen Windsor y Hartford en Connecticut, Springfield (Massachusetts), la mayor ciudad en el río, Lebanon (Nuevo Hampshire) y Brattleboro (Vermont).
En 1829 el canal de Enfield Falls se abrió para evitar los bajíos en el río Connecticut. Las esclusas (locks) construidas para este canal dieron su nombre a la ciudad de Windsor Locks, Connecticut.

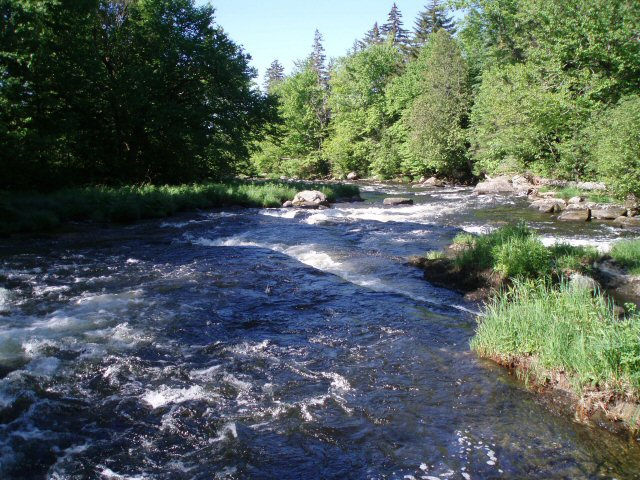
Cerca del Primer Lago Connecticut

A finales de los años 1800 el río fue utilizado para la conducción de troncos desde el lejano norte, en particular la cuenca del río Nullhegan en el condado de Essex (Vermont). Estas bajadas de troncos terminaron después de 1915, cuando los dueños de barcos de recreo se quejaron de los riesgos para la navegación.
El Convenio de Medidas para Controlar las Inundaciones del Río Connecticut fue establecido en 1953 en respuesta a las severas inundaciones. El Decreto de Agua Limpia de 1965 también ha tenido un importante impacto en el río Connecticut y sus afluentes; desde entonces, el río ha sido restablecido de la Clase D a la Clase B. Fue designado en 1997 como uno de los Ríos del Patrimonio Americano por la Agencia de Protección del Medio Ambiente de los Estados Unidos. Las ciudades a lo largo de la parte inferior del río han decretado un límite a los nuevos desarrollos a lo largo de las riberas, de modo que no puedan ser construidos edificios excepto en asentamientos ya existentes.

## Fauna
El río Connecticut es el hábitat de varias especies de peces anádromos, incluido el sábalo americano, la anguila americana, la lubina estriada y la lamprea de mar. El Servicio de Fauna y Pesca de los Estados Unidos emprendió un esfuerzo para poblar de nuevo el río con otra especie de pez migratorio, el salmón atlántico. Durante más de 200 años, los salmones atlánticos estuvieron extintos del río debido a las represas. Varias escalas y pasarelas de peces han sido construidas para permitir que estos reanudaran su migración natural río arriba cada primavera.

## Afluentes
Los principales afluentes del río Connecticut, relacionados desde aguas arriba, son los siguientes:
- en Connecticut, los ríos Eightmile, Salmon, Hockanum, Park, Farmington y Scantic;
- en Massachusetts, Westfield, Chicopee, Manhan, Mill (Northampton), Fort (Hadley), Mill (Hatfield), Sawmill, Deerfield, Fall, Millers, Four Mile Brook y Mill Brook;
- en Nuevo Hampshire, Ashuelot, Cold, Little Sugar, Sugar, Blow-me-down Brook, Mascoma, Oliverian Brook, Ammonoosuc, Johns, Israel, Upper Ammonoosuc, Simms Stream, Mohawk, Indian Stream y Perry Stream;
- en Vermont, West, Saxtons, Williams, Black, Ottauquechee, White, Ompompanoosuc, Waits, Wells, Stevens, Passumpsic, Paul Stream, Nulhegan y Halls Stream.